# Jadranka Kosor
Jadranka Kosor (Pakrac, 1º luglio 1953) è una politica e giornalista croata.
È stata Primo ministro della Croazia dal 2009 al 2011 a seguito delle dimissioni del Primo ministro Ivo Sanader, diventando la prima, e finora unica, donna capo di governo del Paese da quando la Croazia ha ottenuto l'indipendenza.

## Biografia
Dopo aver completato i suoi studi in giurisprudenza presso l'Università di Zagabria, la Kosor ha lavorato dal 1972 come giornalista per il quotidiano Večernji list e per Radio Zagabria.
Durante la guerra in Croazia 1991-1995, ha lavorato come reporter radiofonica. Qui ha iniziato ad affrontare questioni come il problema dei profughi e i traumi dei veterani di guerra.
Nel 1995 venne candidata dall'Unione Democratica Croata (HDZ), il maggiore partito croato, alla carica di parlamentare. Dal 1995 al 2000 è stata Vice Presidente del Parlamento, dal 1995 al 1997 e nuovamente dal 2002 al 2009 è stata vice presidente del HDZ.
Il primo ministro Ivo Sanader ha nominato la Kosor, dopo la sua vittoria elettorale nel 2003, Ministro per la Famiglia, i Veterani di Guerra e l'Integrazione.
L'HDZ ha altresì candidato la Kosor nel 2005 per le elezioni presidenziali. Dopo la prima fase nel ballottaggio, due settimane dopo il 16 gennaio 2005, è stata però sconfitta da Stjepan Mesić.

### Primo ministro (2009-2011)

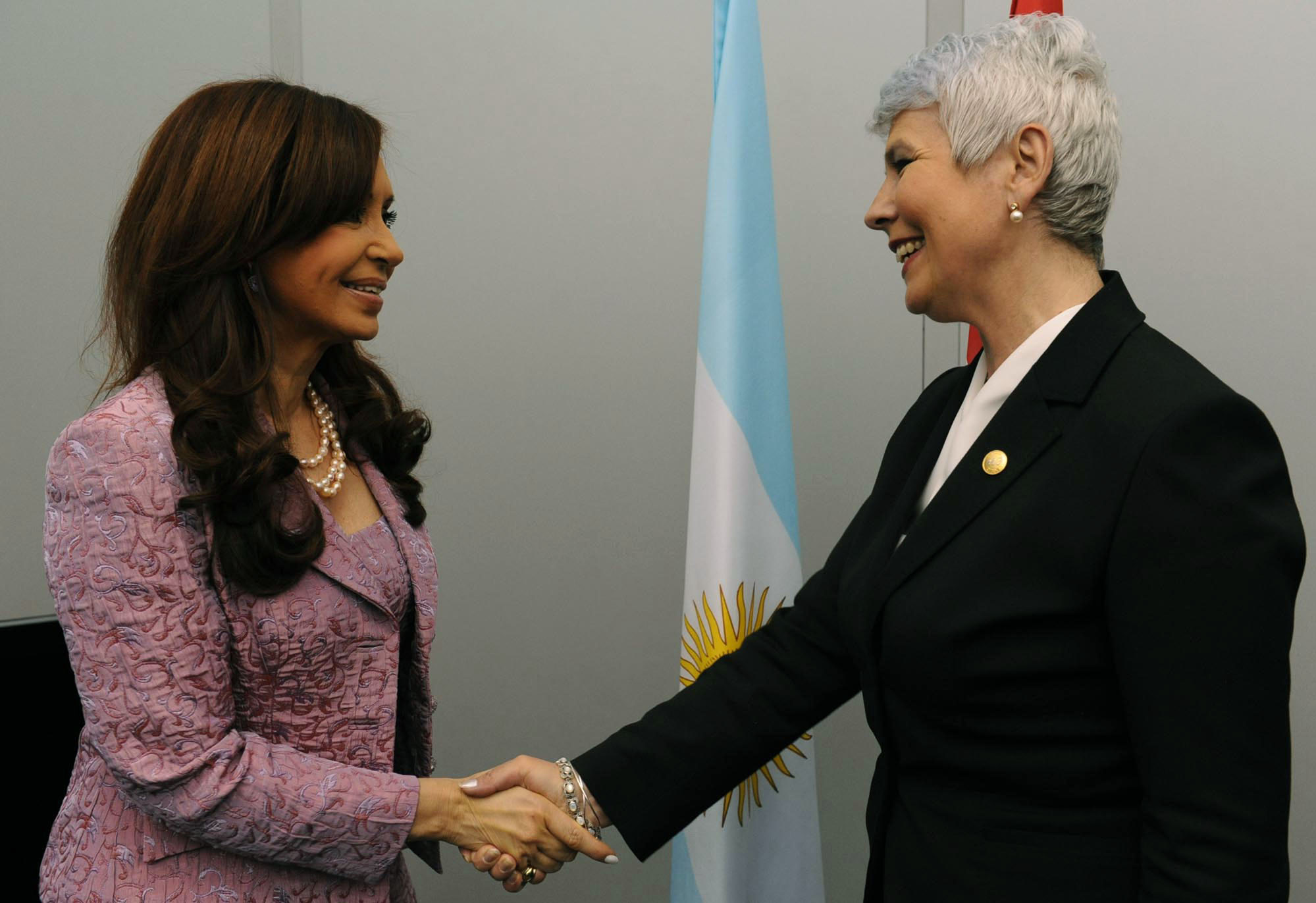
Kosor con il presidente dell'Argentina Cristina Fernandez de Kirchner nel maggio 2010.

Dopo il ritiro a sorpresa dalla vita politica del primo ministro Ivo Sanader il 1º luglio 2009, durante l'attuale legislatura, la Kosor è stata indicata dallo stesso come nuovo premier e segretario del partito. Il 3 luglio è stata incaricata, dal presidente della repubblica Stjepan Mesić, di formare un nuovo governo. Il 4 luglio è stata confermata segretaria della HDZ nel corso di un'assemblea generale. Due giorni dopo, il 6 luglio 2009, è stata confermata dal Sabor, con 83 voti favorevoli su 153, quale nuovo Primo Ministro della Croazia.
Come primo ministro, Kosor non è riuscita a impegnarsi in riforme strutturali, sebbene sia riuscita a prevenire il tracollo di bilancio del paese con due revisioni di bilancio e l'introduzione di nuove tasse come risposta alla crisi economica in corso. Durante il suo mandato, ha fortemente sostenuto una politica di tolleranza zero nei confronti della corruzione politica e del crimine organizzato. Questa posizione intransigente, insieme al nuovo codice penale approvato prima dell'inizio del suo mandato, ha aperto la porta a sforzi senza precedenti per combattere la corruzione. Ciò ha portato a numerosi arresti di influenti uomini d'affari e politici di tutto lo spettro politico, anche se la maggior parte di loro erano membri di HDZ, cosa che ha gravemente danneggiato la reputazione del partito. Le scoperte fatte dai pubblici ministeri erano di vasta portata e sono state persino sollevate accuse penali contro l'ex primo ministro Ivo Sanader e il vice primo ministro Damir Polančec.

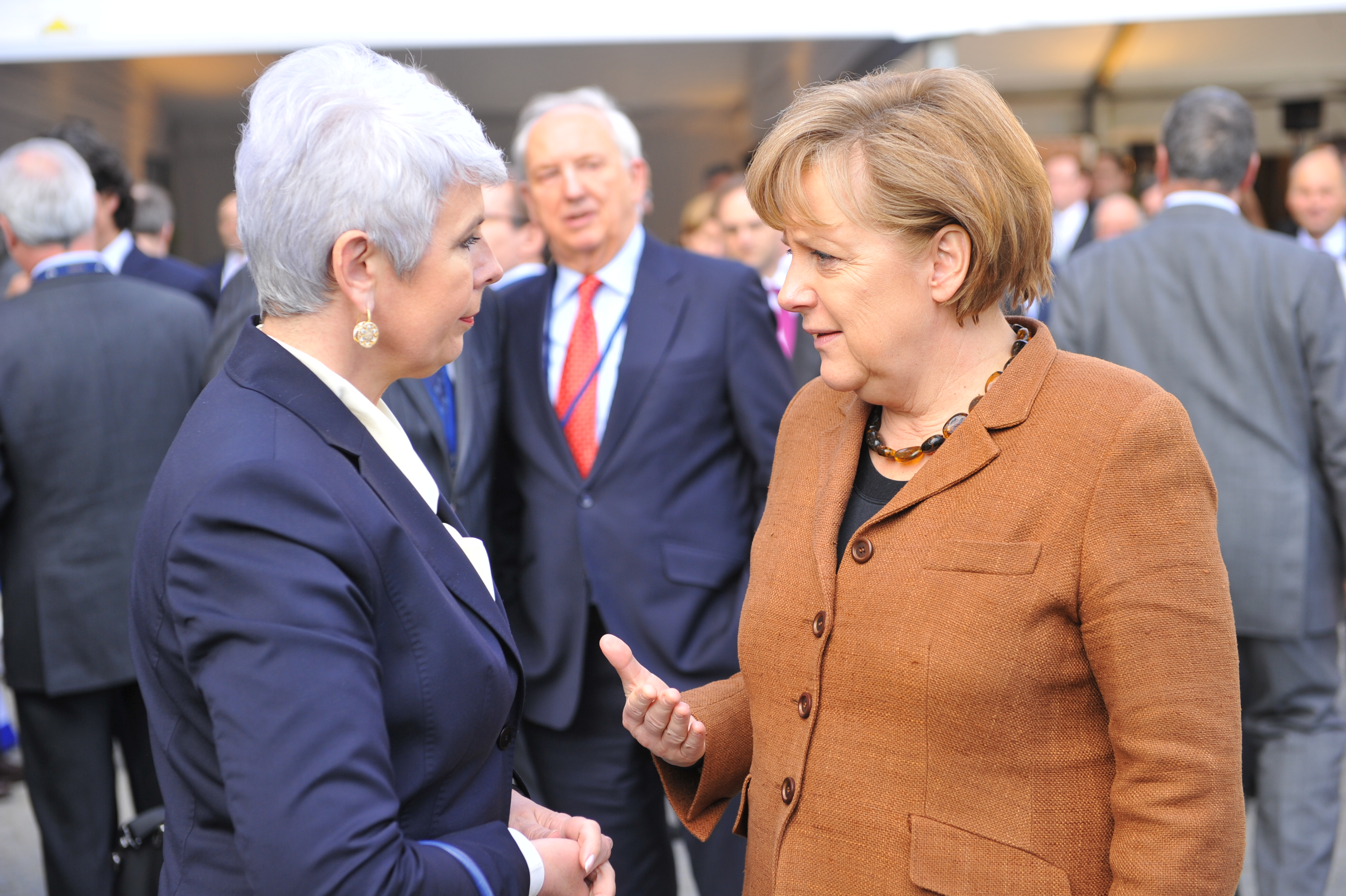
Jadranka Kosor con il Cancelliere tedesco Angela Merkel nell'estate 2011

In politica estera, Kosor e il suo omologo sloveno Borut Pahor sono riusciti a risolvere l'annosa disputa sui loro confini ed è riuscita a concludere con successo il processo negoziale dell'adesione della Croazia all'Unione europea. Il 9 dicembre 2011, lei e il presidente Ivo Josipović hanno firmato il trattato di adesione all'UE a Bruxelles. Dopo il referendum e le ratifiche dei vari stati, l'ingresso è avvenuto dal 1º luglio 2013.
Ricandidatasi alle elezioni parlamentari nel 2011 come premier, è stata sconfitta nettamente dalla coalizione di centro-sinistra Kukuriku. Conservatrice moderata, Kosor si è candidata per un altro mandato come leader del partito dopo aver perso le elezioni; tuttavia è stata sconfitta dal più conservatore Tomislav Karamarko. Dopo mesi di critiche alla sua leadership e alla nuova piattaforma del partito, è stata espulsa dall'HDZ per aver "danneggiato la reputazione del partito".

### Il dopo premiarato

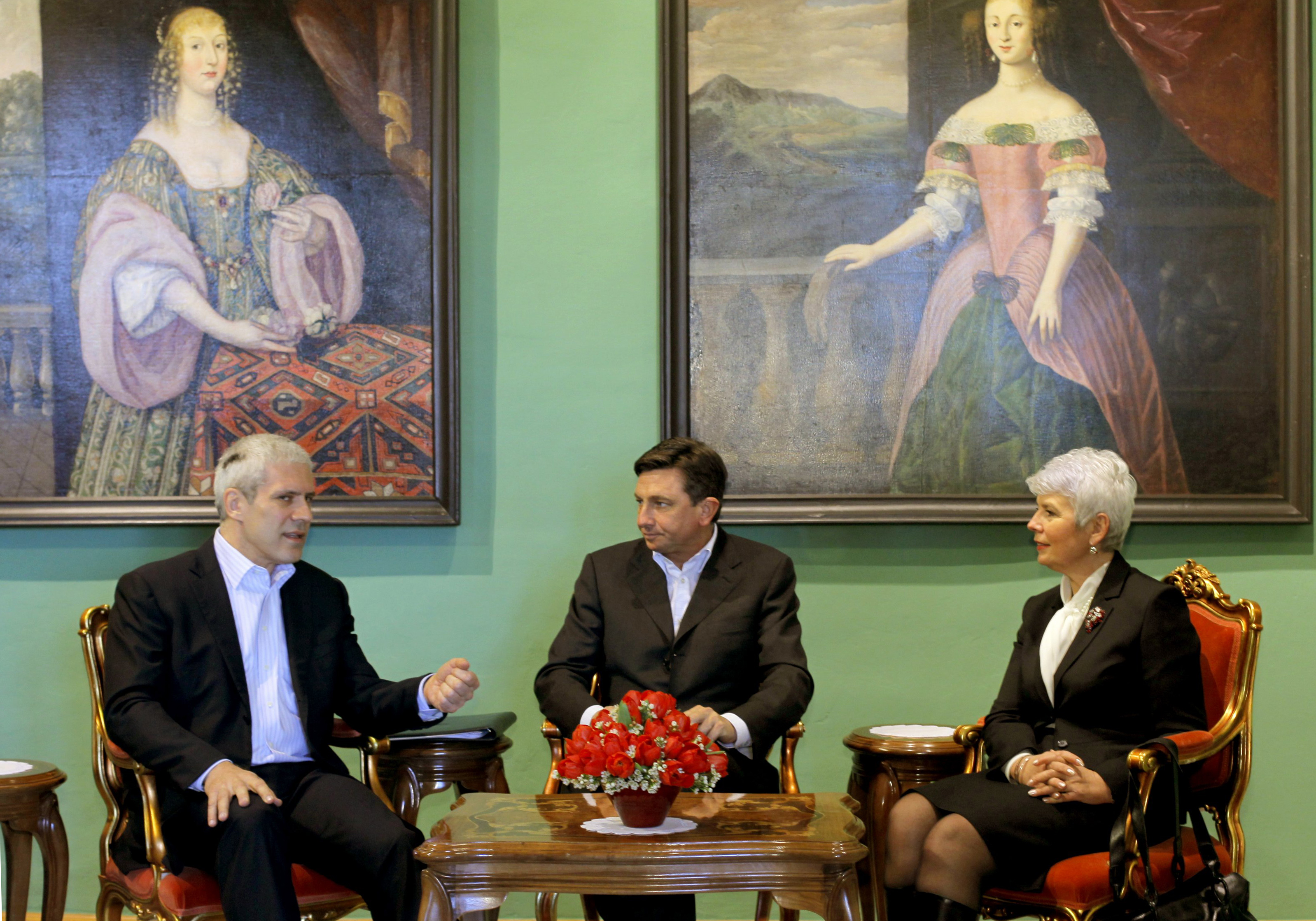
Il Primo Ministro Jadrank Kosor con il presidente serbo Boris Tadić e il Primo Ministro sloveno Borut Pahor.

Kosor ha continuato come politico indipendente, considerevolmente più liberale, e alla fine ha formato un club di vice con due parlamentari del Partito Civico Croato. Kosor ha votato a favore della presentazione della questione del referendum del 2013 sul divieto del matrimonio omosessuale davanti alla Corte costituzionale e contro la proposta di modifica costituzionale che rappresentava un cambiamento rispetto alla sua precedente posizione sull'omosessualità e il matrimonio tra persone dello stesso sesso poiché era nota per essere contraria all'espansione di Diritti LGBT. Ha anche votato per la legge sul partenariato di vita che ha dato alle coppie dello stesso sesso in Croazia diritti uguali alle coppie sposate eterosessuali.  Nel 2015 ha ricevuto minacce di morte, quindi ha ottenuto la protezione della polizia.
Dopo aver ipotizzato che potesse essere la candidata dell'SDP, Kosor alla fine ha deciso di partecipare alle elezioni parlamentari del 2015 come candidata per la coalizione liberale Successful Croatia nel 5º distretto elettorale. Non è stata eletta in parlamento. Ha continuato a criticare Tomislav Karamarko e Kolinda Grabar-Kitarović e il partito Bridge of Independent Lists per l'atteggiamento troppo indeciso.
Nel febbraio 2016, ha invitato il primo ministro Tihomir Orešković a rimuovere Zlatko Hasanbegović dalla posizione di ministro della Cultura dopo che è stata pubblicata la sua fotografia con un berretto con un distintivo ustascio.  Nell'agosto 2016, Kosor ha dichiarato che urlare Za dom spremni era "un insulto ai veterani di guerra e ai loro amici che hanno dato la vita per una Croazia democratica, indipendente e libera".
Kosor è molto attiva su Twitter dove scrive su eventi quotidiani e dichiarazioni di politici. Gestisce anche un blog personale - "Day After Yesterday - On Obverses and Reverses of Politics". Nel 2017, ha pubblicato un libro che includeva testi che ha scritto sul suo blog e colonne scritte per il giornale di sinistra sloveno Dnevnik nel periodo dal 2015 al 2017 in cui ha commentato la politica interna ed estera della Croazia.

## Vita privata
Jadranka Kosor si è sposata due volte; tra il 1971 e il 1981 con Hrvoje Markul, un editore del programma di intrattenimento HTV, e tra il 1984 e il 1993 con Ivo Škopljanac, conduttore radiofonico. Suo figlio Lovro Škopljanac (nato nel 1984) lavora come assistente senior presso il Dipartimento di Letteratura Comparata della Facoltà di Scienze Umane e Sociali di Zagabria.